# Guano Islands Act
Guano Islands Act er en amerikansk lov, vedtaget den 18. august 1856 af den amerikanske kongres, der giver amerikanske statsborgere ret til at tage øer i besiddelse, såfremt øerne indeholder guano (afføring fra fugle). Øerne kan være beliggende hvor som helst, så længe de ikke er beboede af mennesker og ikke omfattet af andre staters jurisdiktion. Loven giver også den amerikanske præsiden retten til at anvende militær magt til at beskytte rettighederne militært, ligesom loven giver USA straffemyndighed over sådanne øer.
 Whenever any citizen of the United States discovers a deposit of guano on any island, rock, or key, not within the lawful jurisdiction of any other Government, and not occupied by the citizens of any other Government, and takes peaceable possession thereof, and occupies the same, such island, rock, or key may, at the discretion of the President, be considered as appertaining to the United States.

 — Først afsnit i Guano Islands Act

## Baggrund
I 1840'erne, blev guano en vigtig kilde til fremskaffelse af salpeter til brug for fremstilling af krudt og gødning. I 1855 blev USA bekendt med store forekomster af guano på øerne i Stillehavet. For at sikre sig kontrol med disse øer, vedtog kongressen Guano Islands Act.
Loven angiver, at sådanne øer er amerikansk territorium, men præciserede, at USA ikke var forpligtet til at beholde øerne, når gødningen var samlet sammen.

## Krav
Mere end 100 øer er blevet erklæret amerikansk territorium i medfør af Guano Islands Act. USA hævder alene overhøjhedsret til et fåtal af disse. De øer, som USA fortsat gør krav på er:
- Baker Island[1]
- French Frigate Shoals (del af Hawaii)
- Howland Island[1]
- Jarvis Island[1]
- Johnston Atoll[1]
- Kingman Reef/Danger Rock[1]
- Midwayøerne[2]
- Navassa[1] (krævet af Haiti)
- Palmyra Atoll[kilde mangler]
- Bajo Nuevo Bank[1] (tvist med Colombia)
- Serranilla Bank[1] (tvist med Colombia)
- Swains Island[3]